# Whitney Sharpe
Whitney Sharpe (5 januari 1990) is een Amerikaans voetbalster die twee seizoenen uitkwam voor AFC Ajax, en daarna terug naar Iowa ging om assistent-trainer te worden. Sharpe speelde in de verdediging. 
In 2005 kwam Sharpe uit voor het team under 15 voor de Verenigde Staten, en schoof ieder jaar een leeftijdsgroep door om in 2009 uit te komen voor under 20.